# Rocca di Burghausen
La Rocca di Burghausen è un castello in cima alla collina sopra l'omonima città vecchia di Burghausen, in Germania, ad un'altezza di 420 m s.l.m., con i suoi 1051 m di lunghezza è la rocca abitata "più lunga del mondo", secondo il Guinness dei primati. La costruzione del borgo fortificato con relativo castello risale a prima del 1025.

## Descrizione
Il castello di Burghausen consiste in sei edifici fortificati costruiti, salvo poche eccezioni, in travertino. Gran parte degli edifici e del carattere dell'intero complesso edilizio risalgono ai tempi della residenza fortificata della linea dinastica della Bassa Baviera dei Wittelsbach, soprattutto dal 1480 fino al 1503. All'interno ospita la Staatsgemäldesammlung, raccolta di dipinti, porcellane, arredi e reperti archeologici.

### Parti
- Hauptburg (corte anteriore, interno), costituisce la parte principale della rocca, a sud,[2] ed è quella più antica. Contiene gli elementi principali medievali: il palazzo, la corte coperta, il grande camino, la cappella del castello, la camera del tesoro e la prigione sotterranea.
- Prima corte anteriore, o seconda roccaforte,[3] che nella forma attuale fu eretta nel tardo medioevo, contiene solo pochi degli edifici originale e delle mura di difesa.
- Seconda corte anteriore, costituita da un antico fabbricato a tre piani in travertino, è stato un'armeria fin dal 1427, nella quale erano custoditi 185 fucili, uno schioppo pesante, archibugi e munizioni.
- Terza corte anteriore, che tra il 1387 e il 1427 venne utilizzata come stalla per i cavalli. Tra il 1960 e il 1961 fu sostituita da un fabbricato nel medesimo luogo e con la medesima pianta, da utilizzarsi come ostello per i giovani, rimase tale fino agli anni novanta, quando l'ostello cambiò sede e i locali vennero utilizzati per un'Accademia d'Arte privata.
- Quarta corte anteriore, che fu ampiamente ristrutturata nel 1968. Collega dal lato orientale lo Spinnhäusl al complesso carcerario; l'ampio spazio fra i due fabbricati è stato trasformato in frutteto dal 2004.
- Quinta corte anteriore, circondata da fabbricati. Dal lato ovest vi sono tre torri difensive risalenti al XIV secolo. Tra di esse vi sono numerosi piccoli laboratori artigianali.

## Galleria di immagini

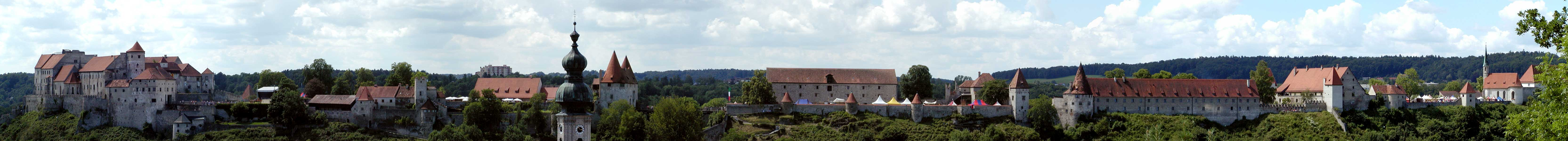
Veduta panoramica del castello (da est)

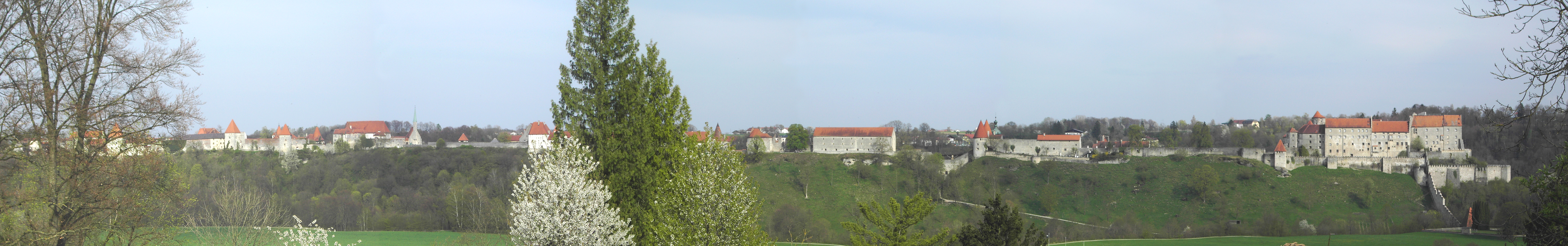
Veduta panoramica del castello (da ovest)